# Hochschule der Deutschen Gesetzlichen Unfallversicherung
Die Hochschule der Deutschen Gesetzlichen Unfallversicherung (HGU) – University of Applied Sciences in Bad Hersfeld/Hennef (Sieg) ist eine private, staatlich anerkannte Fachhochschule. Sie ist eine der beiden zentralen Bildungseinrichtungen der DGUV für die gewerblichen Berufsgenossenschaften und die Unfallversicherungsträger der öffentlichen Hand in den Bereichen Rehabilitation, Sozialrecht und Public Administration.

## Geschichte
Das Bildungszentrum des BUK (Bundesverband der Unfallkassen) in Bad Hersfeld mit den Bereichen Akademie und Hochschule der Deutschen Gesetzlichen Unfallversicherung ist seit 1996 als Fachhochschule in Betrieb. Am 1. Juni 2007 wurden die Berufsgenossenschaftliche Akademie in Hennef (Sieg) und das Bildungszentrum des BUK in Bad Hersfeld organisatorisch zusammengeführt. Hintergrund war die Fusion des Hauptverbandes der gewerblichen Berufsgenossenschaften (HVBG) und des Bundesverbandes der Unfallkassen (BUK) zur Deutschen Gesetzlichen Unfallversicherung e. V. (DGUV). Der Standort in Hennef wird aufgegeben, Aus- und Weiterbildung, Lehre und Forschung werden in Bad Hersfeld konzentriert.

## Studienangebot
Das Studienangebot umfasst den in Kooperation mit der Hochschule Bonn-Rhein-Sieg (Campus Hennef) durchgeführten grundständigen Studiengang „Sozialversicherung – Schwerpunkt Unfallversicherung“ (BA), für den ein gemeinsames Curriculum entwickelt wurde und der sowohl in Hersfeld in privater Trägerschaft der DGUV als auch in Hennef in Kooperation mit der Hochschule Bonn-Rhein-Sieg durchgeführt wird. Beide Hochschulen betreiben in eigener Regie weitere Studiengänge, darunter in Hersfeld den Masterstudiengang „Master of Public Administration (MPA)“ sowie die Zertifikatsstudiengänge „Rehabilitationsmanagement in der Gesetzlichen Unfallversicherung“, „Berater/in Betriebliches Gesundheitsmanagement“ und „Personalwesen und Führung“. Die Hochschule der DGUV führt zudem diverse Bildungsgänge und Weiterbildungsseminare für die Beschäftigten der Unfallversicherung durch.